# 达马德·费里特帕夏
达马特·法里德帕夏（鄂圖曼土耳其語：‎，1853年—1923年10月6日），他是奥斯曼帝国自由和谐党创始人之一。他作为自由主义政治家曾于苏丹穆罕默德六世在位时期两次出任大维齐尔。由于他参与了屈辱的《色佛尔条约》谈判，以及主张与协约国占领军合作并愿意承认战时帝国对亚美尼亚人的暴行，因而被土耳其国民运动宣布为不受欢迎的人物，他在希土战争结束时便移居法国。